# Alessia Cara
Alessia Caracciolo (Brampton, Ontario; 11 de julio de 1996), más conocida como Alessia Cara, es una cantante, compositora y actriz canadiense-italiana. Después de grabar algunas versiones acústicas, firmó con Def Jam Recordings y lanzó su sencillo debut «Here» el 13 de noviembre de 2015, que alcanzó el número 19 en la lista de los Canadian Hot 100 y fue un éxito inesperado en Estados Unidos, logrando el número 5 en el Billboard Hot 100. Antes de su trabajo con EP Records y Def Jam, Cara era conocida por cantar versiones acústicas en YouTube.
El álbum debut de Cara, Know-It-All (2015), alcanzó el número 8 en el Canadian Albums Chart y el número 9 en el Billboard 200 en Estados Unidos. El tercer sencillo del álbum, «Scars to Your Beautiful», logró el número 8 en la lista Billboard Hot 100 en 2016. En 2017 colaboró con el productor Zedd para crear el sencillo «Stay», y con el rapero Logic en «1-800-273-8255».
Recibió su primer Grammy en 2018, en la categoría por Mejor Artista Nuevo. En este mismo año colabora con el cantante Eros Ramazzotti en el tema «Vale para siempre» (Vale per sempre), incluido en el álbum Hay vida del músico italiano. El 30 de noviembre del mismo año, lanza su segundo álbum, The Pains of Growing, el cual tuvo dos sencillos: «Pains of Growing» y «Not Today».
En 2019, lanza su segundo EP, titulado This Summer, promocionado por los sencillos «Ready», «Rooting for You», «Okay Okay» y «October».

## Primeros años
Alessia Caracciolo, conocida como Alessia Cara, nació en Brampton, Ontario, Canadá, asistió a la Cardinal Ambrozic Catholic Secondary School. Es de ascendencia italiana, específicamente de Calabria; su padre nació en Canadá, de padres italianos originarios de Siderno, y su madre es una inmigrante italiana proveniente de Brancaleone. Cuando era niña, escribía poesía y hacía teatro. A la edad de 10 comenzó a tocar la guitarra y era autodidacta a la hora de tocar varias canciones. A los 13 abrió su propio canal de YouTube, donde subía covers de canciones que tocaba.

## Carrera artística

### 2014-2017:Know-It-AllyFour Pînk Walls

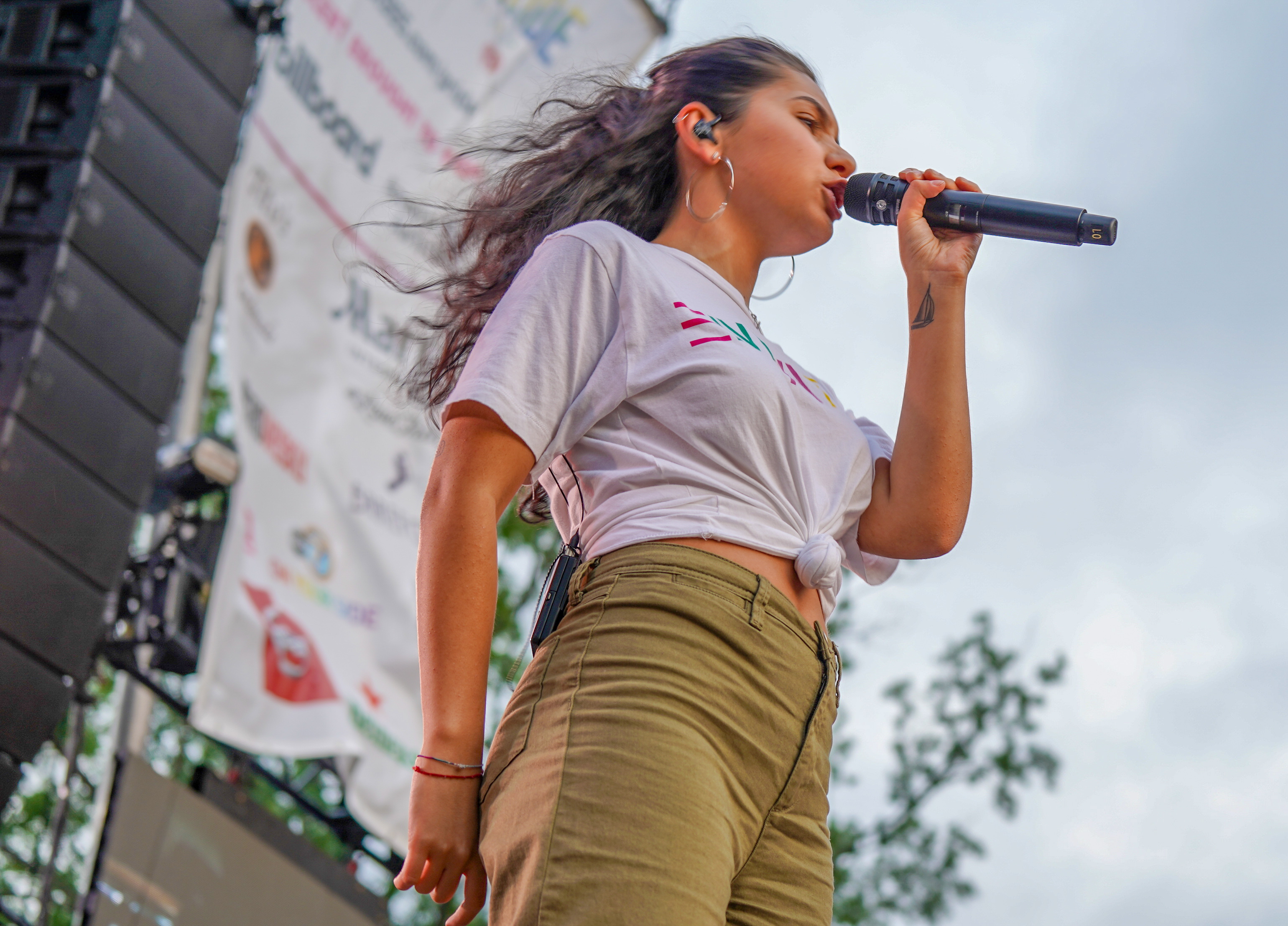
Alessia Cara en un concierto en Washington, D. C.

Su estilo de canto fue denominado por Cosmopolitan como «el alma de ojos azules, tan suave con una voz sedosa»; también ha sido comparada con artistas como Farrah Franklin, Adina Howard y Norah Jones. Cara apareció en varias estaciones de radio, incluyendo 15 segundos de fama en Mix 104.1 Boston. En 2014 firmó un contrato con EP Entertainment y Def Jam Recordings, a la edad de 18 años.
En mayo de 2015, Cara lanzó su sencillo debut, a través de Def Jam. Titulado «Here», fue descrito como «una canción para todos los que secretamente odian las fiestas» por MTV. La canción debutó en el fader y acumuló más de 500.000 streams en su primera semana. Producida por Pop & Oak y Sebastian Kole, la canción habla sobre su experiencia personal cuando fue a una fiesta antes de darse cuenta de lo mucho que odiaba estas celebraciones. El 5 de mayo de 2015, la canción fue elegida como una pista que no pueden perderse por la revista Spin, además de ser catalogada como una «canción que debe oír» por Cosmopolitan. La canción también fue nombrada una de las mejores canciones canadienses de abril por Complex e incluida en «Las 20 canciones pop que necesitas para tu playlist de verano» de Billboard, en junio de 2015. Más tarde, Rolling Stone puso a «Here» en el número 21 en su lista de fin de año de las 50 mejores canciones de 2015.
El 29 de julio de 2015, Cara hizo su debut en la televisión cantando su sencillo «Here» en The Tonight Show Starring Jimmy Fallon. La pista recibió una nominación para un Premio Streamy en la categoría "Canción Original". Alessia lanzó un EP llamado Four Pînk Walls, con cinco canciones incluyendo su sencillo debut «Here».
Su álbum debut Know-It-All fue lanzado el 13 de noviembre de 2015. De enero a abril de 2016, Cara se embarcó en su primera gira principal, el Know-It-All Tour, actuando en varias ciudades de Estados Unidos y Canadá. Fue preseleccionada para el premio BBC Music Sound of … en el año 2016 y terminó como finalista. Cara fue galardonada como Artista revelación del año en los Premios Juno de 2016. Know-It-All recibió críticas generalmente positivas, logrando obtener una puntuación de 70 de 100 en el sitio web Metacritic basado en 13 críticas, lo que indica "críticas generalmente favorables".
El 7 de marzo de 2016, Cara lanzó un video musical para «Wild Things». La canción fue enviada a la radio contemporánea estadounidense el 2 de febrero de 2016, como el segundo sencillo del álbum, y desde entonces ha tenido un éxito moderado alcanzando el número 50 en el Billboard Hot 100. En abril de 2016, se anunció que sería una de las teloneras de la banda británica de rock alternativo Coldplay en los conciertos en Europa y Norteamérica de su gira A Head Full of Dreams Tour, junto al cantautor británico y ganador del Grammy Foxes.
El 23 de junio de 2016, Cara apareció en una versión relanzada de la canción «Wild» de Troye Sivan. El video musical fue lanzado el 22 de julio de 2016. Tocó en el Festival de Glastonbury el 24 de junio de 2016, en la tienda John Peel. Cara anunció que «Scars to Your Beautiful» sería lanzado como el tercer sencillo. Fue enviado a la radio de éxitos contemporáneaos el 26 de julio de 2016, y alcanzó el número ocho en el Billboard Hot 100.
El video musical del sencillo de Cara «How Far I'll Go», de la película de Disney Moana, se lanzó el 3 de noviembre de 2016 y desde entonces ha recibido más de 200 millones de visitas en YouTube. La canción fue escrita por Lin-Manuel Miranda, producido por Oak Felder, mientras que el video oficial fue dirigido por Aya Tanimura.
El 15 de diciembre de 2016, lanzó un video musical para la pista «Seventeen». Actuó como invitada musical en el programa de televisión Saturday Night Live el 4 de febrero de 2017. El 18 de abril de 2017, colaboró en el video musical de la canción «Stay» de Zedd con Cara. Adicionalmente, apareció en la canción «1-800-273-8255» del álbum Everybody. La canción se estrenó como sencillo el 28 de abril de 2017 y también cuenta con el cantante y compositor estadounidense Khalid.

### 2018-2019:The Pains of GrowingyThis Summer
El 28 de enero de 2018, ganó el premio a Mejor Artista Nueva en los Premios Grammy 2018, convirtiéndola en la primera artista canadiense en ganar este premio. El sencillo titulado «Growing Pains», se lanzó el 15 de junio de 2018. La canción alcanzó el número 36 en Canadá, el número 65 en los Estados Unidos y el número 87 en Australia. Cara interpretó por primera vez «Growing Pains» en The Tonight Show Starring Jimmy Fallon el 18 de junio de 2018. Su video musical fue lanzado el 20 de junio de 2018, y fue nominado a Mejor Video en el MTV VMAS 2018.
El 10 de julio de 2018, anunció que lanzaría una canción que hizo en su sótano, escrita y producida por ella, al día siguiente, como un pequeño regalo de su cumpleaños. Lanzó «A Little More» como sencillo promocional el 11 de julio, e interpretó «Growing Pains» en The Late Show con Stephen Colbert ese mismo día, así como en la ceremonia de los iHeartRadio MMVAs de ese año. El 29 de septiembre de 2018, la Canadian Football League anunció que Cara sería la jugadora de medio tiempo en la edición 106 de la copa.
En octubre de 2018, colaboró con el cantante italiano Eros Ramazzotti para la canción «Vale per sempre», del álbum Vita ce n'è. El segundo sencillo, «Trust My Lonely», fue lanzado el 5 de octubre de 2018; el mismo día se lanzó su video musical. El 8 de noviembre de 2018, lanzó un video musical de la canción «Babies» junto a Kyle. El 13 de noviembre del mismo año, estrenó «Not Today».
El segundo álbum de estudio, The Pains of Growing, se lanzó el 30 de noviembre de 2018. Alcanzó el número uno en el iTunes Pop Chart de EE. UU. en menos de dos horas después de su lanzamiento. A pesar de su posición en iTunes, el álbum debutó en el número setenta y uno en el Billboard de 200; sesenta y dos posiciones más bajas que su álbum debut en 2015. Steven J. Horowitz, de Billboard, calificó el álbum como «un cuerpo de trabajo más maduro y listo para la radio».
«Out of Love» fue lanzado a la contemporary hit radio de Estados Unidos el 29 de enero de 2019, como el tercer sencillo del álbum. Colaboró con Alec Benjamin en «Let Me Down Slowly», que se lanzó el 7 de enero de 2019. El 21 de febrero, anunció que se uniría a Shawn Mendes como telonera de su gira mundial homónima para los conciertos realizados en Europa, Reino Unido y Estados Unidos. El 11 de mayo de 2019, Cara comenzó su «The Pains of Growing Tour», en Ottawa, Ontario. El 24 de mayo de 2019, colaboró con el cantante colombiano Juanes en la canción «Querer mejor».
En julio de 2019, anunció el lanzamiento de un EP llamado This Summer, con temas que serán lanzados cada dos semanas antes de su lanzamiento el 6 de septiembre de 2019. También anunció que añadirá nuevos conciertos para su gira «The Pains of Growing Tour», visitando varias ciudades de Estados Unidos en octubre y noviembre. El primer sencillo del EP, fue «Ready», lanzado el 22 de julio, la pista fue escrita por Cara y Jon Levine. El segundo sencillo «Rooting for You» se lanzó el 9 de agosto. El tercero sencillo «Okay Okay», se estrenó el 23 de agosto. El cuarto sencillo del material discográfico fue «October», su video musical se lanzó el 1 de octubre de 2019.

## Estilo e influencias
Su música está considerada como R&B y alternativa de R&B. También crea pistas con géneros pop, soul e indie pop. Dentro de sus influencias musicales se incluye a Lauryn Hill, Amy Winehouse, Pink, Fergie de la banda estadounidense The Black Eyed Peas, Drake y Ed Sheeran.

## Discografía
Álbumes de estudio
- 2015: Know-It-All
- 2018: The Pains of Growing
- 2021: In The Meantime
- 2025: Love & Hyperbole

## Giras musicales

### Como artista principal
- 2016: Know-It-All Tour[107]
- 2019: The Pains of Growing Tour[108]

### Como artista invitada
- 2016: A Head Full of Dreams Tour[109]
- 2019: Shawn Mendes: The Tour[110]
- 2021: The Metallica Blacklist

## Premios y nominaciones
| Año  | Premio                       | Categoría                                                   | Trabajo nominado          | Resultado | Ref.    |
| ---- | ---------------------------- | ----------------------------------------------------------- | ------------------------- | --------- | ------- |
| 2015 | Streamy Awards               | Canción original                                            | Here                      | Ganador   | [ 111 ] |
| 2016 | BBC Sound of                 | Sound of 2016                                               | —                         | Second    | [ 112 ] |
| 2016 | Kids' Choice Awards          | Artista nuevo favorito                                      | Alessia Cara              | Nominado  |         |
| 2016 | Juno Awards                  | Artista revelación del año                                  | Alessia Cara              | Ganador   | [ 113 ] |
| 2016 | Juno Awards                  | Premio a la elección de los Fanes                           | Alessia Cara              | Nominado  | [ 113 ] |
| 2016 | Juno Awards                  | Sencillo del año                                            | Here                      | Nominado  | [ 113 ] |
| 2016 | Juno Awards                  | Grabación del año de R&B/Soul                               | Four Pink Walls           | Nominado  | [ 113 ] |
| 2016 | iHeartRadio Music Awards     | Mejor cover de una canción                                  | "Bad Blood" – Cover       | Nominado  |         |
| 2016 | Radio Disney Music Awards    | Artista revelación del año                                  | Alessia Cara              | Nominado  | [ 114 ] |
| 2016 | ASCAP Pop Music Awards       | Las canciones más tocadas                                   | "Here"                    | Ganador   | [ 115 ] |
| 2016 | Much Music Video Awards      | Vídeo del año                                               | "Here"                    | Nominado  | [ 116 ] |
| 2016 | Much Music Video Awards      | Mejor vídeo de pop                                          | "Here"                    | Nominado  | [ 116 ] |
| 2016 | Much Music Video Awards      | Most Buzzworthy Canadian                                    | "Here"                    | Nominado  | [ 116 ] |
| 2016 | Much Music Video Awards      | Best New Canadian Artist                                    | "Here"                    | Ganador   | [ 116 ] |
| 2016 | Much Music Video Awards      | iHeartRadio Canadian Single of the Year                     | "Here"                    | Nominado  | [ 116 ] |
| 2016 | Much Music Video Awards      | Fan Fave Video                                              | "Here"                    | Nominado  | [ 116 ] |
| 2016 | Much Music Video Awards      | Fan Fave Artist or Group                                    | Alessia Cara              | Nominado  | [ 116 ] |
| 2016 | BET Awards                   | Mejor artista nuevo                                         | Alessia Cara              | Nominado  | [ 117 ] |
| 2016 | SOCAN Awards                 | Artista revelación                                          | Alessia Cara              | Ganador   | [ 118 ] |
| 2016 | MTV Video Music Awards       | Mejor Video Pop                                             | "Wild Things"             | Nominado  | [ 119 ] |
| 2016 | MTV Europe Music Awards      | Best Canadian Act                                           | Alessia Cara              | Nominado  | [ 120 ] |
| 2016 | MTV Europe Music Awards      | Best Push Act                                               | Alessia Cara              | Nominado  | [ 120 ] |
| 2016 | American Music Awards        | Mejor Artista Nuevo del Año                                 | Alessia Cara              | Nominado  | [ 121 ] |
| 2016 | MTV Video Music Awards Japan | Mejor Video R&B                                             | "Here"                    | Nominado  |         |
| 2016 | BBC Music Awards             | Canción del año                                             | "Here"                    | Nominado  |         |
| 2017 | People's Choice Awards       | Artista Nuevo Favorito                                      | Alessia Cara              | Nominado  | [ 122 ] |
| 2017 | iHeartRadio Music Awards     | Mejor Artista Pop Nuevo                                     | Alessia Cara              | Nominado  | [ 123 ] |
| 2017 | iHeartRadio Music Awards     | Mejor Letra                                                 | "Scars to Your Beautiful" | Nominado  | [ 123 ] |
| 2017 | Canadian Screen Awards       | Performance in a variety or sketch comedy program or series | Juno Awards of 2016       | Ganador   | [ 124 ] |
| 2018 | Grammy Awards                | Mejor Artista Nuevo                                         | Alessia Cara              | Ganador   | [ 125 ] |